# Arrondissement judiciaire de Louvain
Subdivisions
L'arrondissement judiciaire de Louvain (gerechtelijk arrondissement Leuven en néerlandais) est l'un des deux arrondissements judiciaires de la province du Brabant flamand en Belgique et un des trois qui dépendent du ressort de la Cour d'appel de Bruxelles. Il fut formé le 18 juin 1869 lors de l'adoption de la loi sur l'organisation judiciaire et fait partie des exceptions à ne pas avoir été modifié lors de la réforme de la justice de 2014, réduisant le nombre des arrondissements de 27 à 12.

## Subdivisions
L'arrondissement judiciaire de Louvain est divisé en 8 cantons judiciaires,. Il comprend 30 communes, celles de l'arrondissement administratif de Louvain.
Note : les chiffres et les lettres représentent ceux situés sur la carte.
1. Canton judiciaire d'Aarschot
      1. Aarschot
  2. Begijnendijk
  3. Holsbeek 
  4. Tielt-Winge
2. Canton judiciaire de Diest
      1. Bekkevoort
  2. Diest
  3. Montaigu-Zichem
3. Canton judiciaire de Haacht
      1. Boortmeerbeek
  2. Haacht
  3. Keerbergen
  4. Rotselaar
  5. Tremelo
4. Canton judiciaire de Landen-Léau (Landen-Zoutleew)
      1. Geetbets 
  2. Kortenaken 
  3. Landen 
  4. Léau (Zoutleeuw) 
  5. Linter
5. Canton judiciaire de Louvain (Leuven) zone 1 [4]
  1. Herent
  2. Kortenberg
  3. Partie de Louvain (Leuven)
6. Canton judiciaire de Louvain zone 2 [5]
  1. Bierbeek
  2. Lubbeek
  3. Oud-Heverlee
7. Canton judiciaire de Louvain zone 3 [6]
  1. Partie de Louvain
  2. Bertem
  3. Huldenberg
  4. Tervuren
8. Canton judiciaire de Tirlemont (Tienen)
      1. Boutersem 
  2. Glabbeek
  3. Hoegaarden 
  4. Tirlemont (Tienen)